# International School of Riga
International School of Riga (ISR; lettiska: Rīgas Starptautiskā skola) är en ideell, icke-konfessionell, privat internationell skola i Riga. Skolan har cirka 300 elever och öppnade 1995.
Den erbjuder förskole-, grundskole-, mellan- och gymnasieutbildning på engelska för barn i åldrarna 2 till 18.